# 小草山
小草山，是台灣台北市士林區菁山里與公館里交界處的一座山峰，標高590公尺。該山東側為菁礐溪，西南側為新安溪支流燒焿寮溪的源流區，西北側為磺溪支流松溪的無名小支流源流區。
小草山是一座火山，其組成岩石主要為兩輝角閃石安山岩。